# Jacopo Manconi
Jacopo Manconi (Vizzolo Predabissi, 24 aprile 1994) è un calciatore italiano, attaccante del Benevento.

## Caratteristiche tecniche
È una seconda punta capace di giocare anche da ala, dotato di una buona visione di gioco, veloce e abile tecnicamente, soprattutto nel dribbling. Ha dichiarato di ispirarsi a Cristiano Ronaldo e ad Antonio Candreva.

## Carriera

### Club
Manconi cresce nel settore giovanile della FC Vigejunior, società in zona sud di Milano, dove gioca fino alla categoria allievi. Da qui passa al Villanterio prima di essere notato dal Novara e aggregato alla squadra primavera del club piemontese. Debutta con la prima squadra il 29 dicembre 2013 nella partita persa per 0-1 contro il Bari, sostituendo al 63º Gianmario Comi.
Il 2 febbraio 2015 viene ceduto in prestito al Lecce, con cui colleziona soltanto tre presenze. Rientrato al Novara, il 7 gennaio 2016 passa a titolo temporaneo al Pavia; resta in Lega Pro anche nella stagione successiva, dove gioca fino al gennaio 2017 con la maglia della Reggiana. Viene in seguito ceduto, sempre con la forma del prestito, al Trapani, dove ritrova l'allenatore che lo aveva lanciato al Novara, ossia Alessandro Calori, non riuscendo però ad evitare la retrocessione.
Il 31 agosto 2017 si trasferisce in prestito con diritto di riscatto al Carpi. Il 26 gennaio 2018 passa, con la stessa formula, al Livorno, con cui al termine della stagione conquista la promozione in Serie B. Il 10 luglio 2019 firma un biennale con il Perugia; il 20 agosto seguente viene ceduto a titolo temporaneo al Gubbio. Il 16 gennaio seguente passa alla Giana Erminio contribuendo alla salvezza dei martesani.
La stagione successiva firma per l'AlbinoLeffe, dove rimane per tre stagioni, tutte in Serie C, diventando il miglior marcatore di sempre nella storia del club bergamasco.
Il 27 giugno 2023, in scadenza di contratto, Manconi viene tesserato a parametro zero dal Modena, con cui firma un contratto biennale con opzione per un'ulteriore stagione.
L'8 luglio 2024 viene acquistato dal Benevento.

### Nazionale
Ha giocato nella nazionale italiana Under-20.

## Statistiche

### Presenze e reti nei club
Statistiche aggiornate al 4 maggio 2025.
| Stagione           | Squadra            | Campionato         | Campionato | Campionato | Coppe nazionali | Coppe nazionali | Coppe nazionali | Coppe continentali | Coppe continentali | Coppe continentali | Altre coppe | Altre coppe | Altre coppe | Totale | Totale |
| Stagione           | Squadra            | Comp               | Pres       | Reti       | Comp            | Pres            | Reti            | Comp               | Pres               | Reti               | Comp        | Pres        | Reti        | Pres   | Reti   |
| ------------------ | ------------------ | ------------------ | ---------- | ---------- | --------------- | --------------- | --------------- | ------------------ | ------------------ | ------------------ | ----------- | ----------- | ----------- | ------ | ------ |
| 2013-2014          | Novara             | B                  | 20+2       | 2          | CI              | 1               | 0               | -                  | -                  | -                  | -           | -           | -           | 23     | 2      |
| 2014-gen. 2015     | Novara             | LP                 | 8          | 0          | CI+CI-LP        | 0+1             | 0               | -                  | -                  | -                  | -           | -           | -           | 9      | 0      |
| gen.-giu. 2015     | Lecce              | LP                 | 3          | 0          | CI+CI-LP        | -               | -               | -                  | -                  | -                  | -           | -           | -           | 3      | 0      |
| 2015-gen. 2016     | Novara             | B                  | 5          | 1          | CI              | 2               | 0               | -                  | -                  | -                  | -           | -           | -           | 7      | 1      |
| gen.-giu. 2016     | Pavia              | LP                 | 14         | 1          | CI+CI-LP        | -               | -               | -                  | -                  | -                  | -           | -           | -           | 14     | 1      |
| 2016-gen. 2017     | Reggiana           | LP                 | 20         | 6          | CI+CI-LP        | 1+1             | 0               | -                  | -                  | -                  | -           | -           | -           | 22     | 6      |
| gen.-giu. 2017     | Trapani            | B                  | 15         | 4          | CI              | -               | -               | -                  | -                  | -                  | -           | -           | -           | 15     | 4      |
| 2017-gen. 2018     | Carpi              | B                  | 8          | 0          | CI              | 1               | 0               | -                  | -                  | -                  | -           | -           | -           | 9      | 0      |
| gen.-giu. 2018     | Livorno            | C                  | 8          | 0          | CI+CI-C         | -               | -               | -                  | -                  | -                  | SC          | 1           | 0           | 9      | 0      |
| 2018-2019          | Novara             | C                  | 16         | 0          | CI+CI-C         | 2+0             | 1               | -                  | -                  | -                  | -           | -           | -           | 18     | 1      |
| Totale Novara      | Totale Novara      | Totale Novara      | 49+2       | 3          |                 | 6               | 1               |                    | -                  | -                  |             | -           | -           | 57     | 4      |
| 2019-gen. 2020     | Gubbio             | C                  | 14         | 0          | CI-C            | -               | -               | -                  | -                  | -                  | -           | -           | -           | 14     | 0      |
| gen.-giu. 2020     | Giana Erminio      | C                  | 6+2        | 5          | CI-C            | -               | -               | -                  | -                  | -                  | -           | -           | -           | 8      | 5      |
| 2020-2021          | AlbinoLeffe        | C                  | 36+7       | 15+3       | CI-C            | 1               | 0               | -                  | -                  | -                  | -           | -           | -           | 44     | 18     |
| 2021-2022          | AlbinoLeffe        | C                  | 29         | 15         | -               | -               | -               | -                  | -                  | -                  | -           | -           | -           | 29     | 15     |
| 2022-2023          | AlbinoLeffe        | C                  | 33+2       | 13+1       | CI-C            | -               | -               | -                  | -                  | -                  | -           | -           | -           | 34     | 14     |
| Totale AlbinoLeffe | Totale AlbinoLeffe | Totale AlbinoLeffe | 98+9       | 43+4       |                 | 1               | 0               |                    | -                  | -                  |             | -           | -           | 108    | 47     |
| 2023-2024          | Modena             | B                  | 30         | 3          | CI              | 1               | 1               | -                  | -                  | -                  | -           | -           | -           | 31     | 4      |
| 2024-2025          | Benevento          | C                  | 33+1       | 9          | CI-C            | 2               | 1               | -                  | -                  | -                  | -           | -           | -           | 36     | 10     |
| Totale carriera    | Totale carriera    | Totale carriera    | 311        | 78         |                 | 12              | 3               |                    | -                  | -                  |             | 1           | 0           | 324    | 81     |

## Palmarès

### Club

#### Competizioni nazionali
- Serie C: 1

Livorno: 2017-2018 (Girone A)

#### Individuale
- Capocannoniere della Serie C: 2

2020-2021 (Girone A, 15 gol, a pari merito con Andrea Magrassi)
2021-2022 (Girone A, 15 gol a pari merito con Tommy Maistrello)